# Ždírnice
Ždírnice (německy Serenz) je vesnice, část obce Horní Olešnice v okrese Trutnov. Nachází se asi 1,5 km na jihozápad od Horní Olešnice. V roce 2009 zde bylo evidováno 85 adres. V roce 2001 zde trvale žilo 80 obyvatel.
Ždírnice leží v katastrálních územích Přední Ždírnice o rozloze 1,86 km2 a Zadní Ždírnice o rozloze 2,6 km2; částečně také Horní Olešnice o rozloze 1,86 km2.

## Historie
Vesnice je středověkého původu, v písemných pramenech se poprvé zmiňuje roku 1391 w Zdirniczi a roku 1436 se již rozlišovaly obě Ždírnice, Zadní a Přední.

## Rodáci
- Ing. Josef Vágner, CSc. (*26. května 1928 v Zadní Ždírnici), český zoolog, cestovatel a spisovatel
- Prof. PhDr. Jaromír Zemina (*30. dubna 1930 v Přední Ždírnici), český historik umění a pedagog na Divadelní fakultě AMU v Praze

## Další fotografie

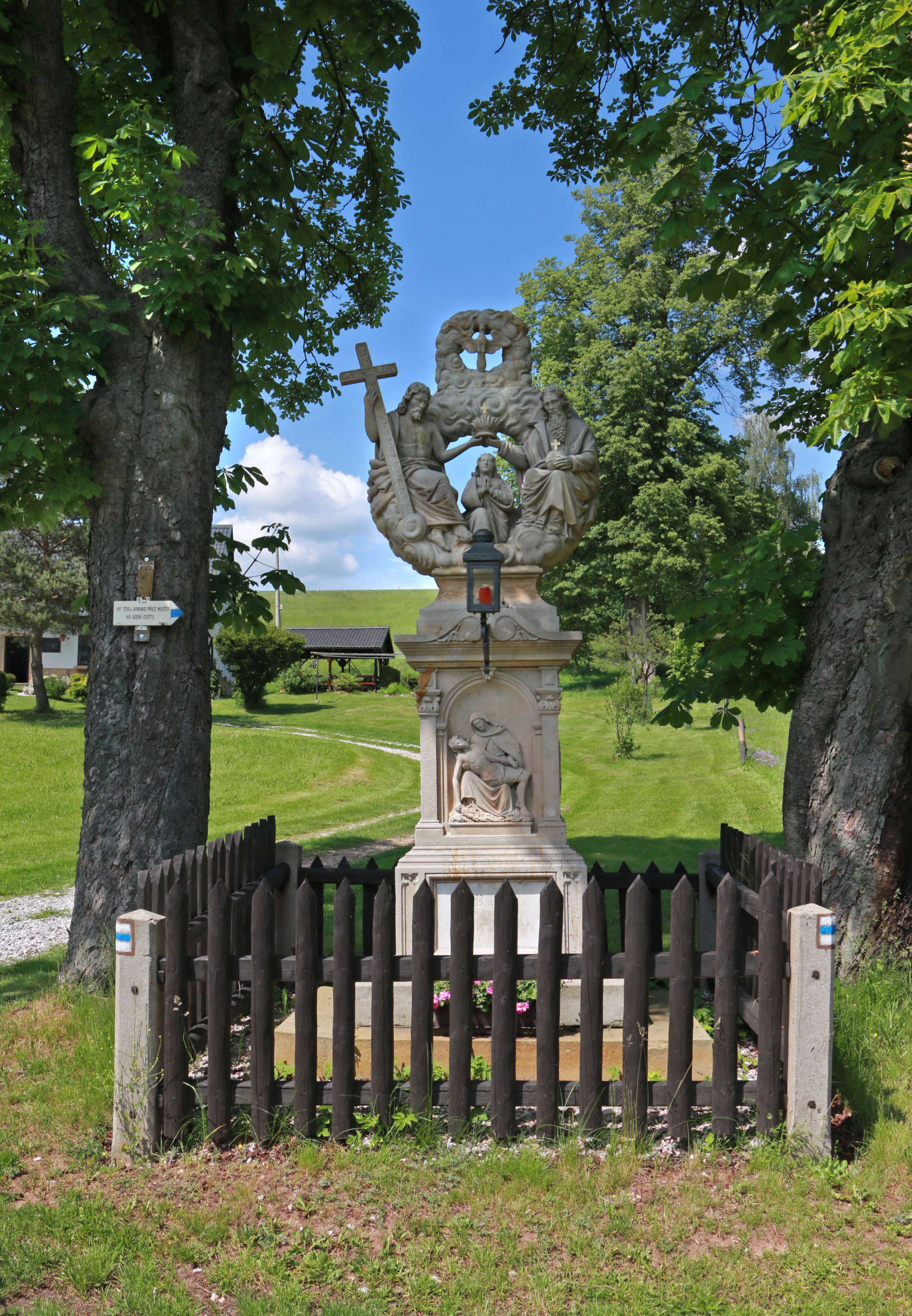
Pieta
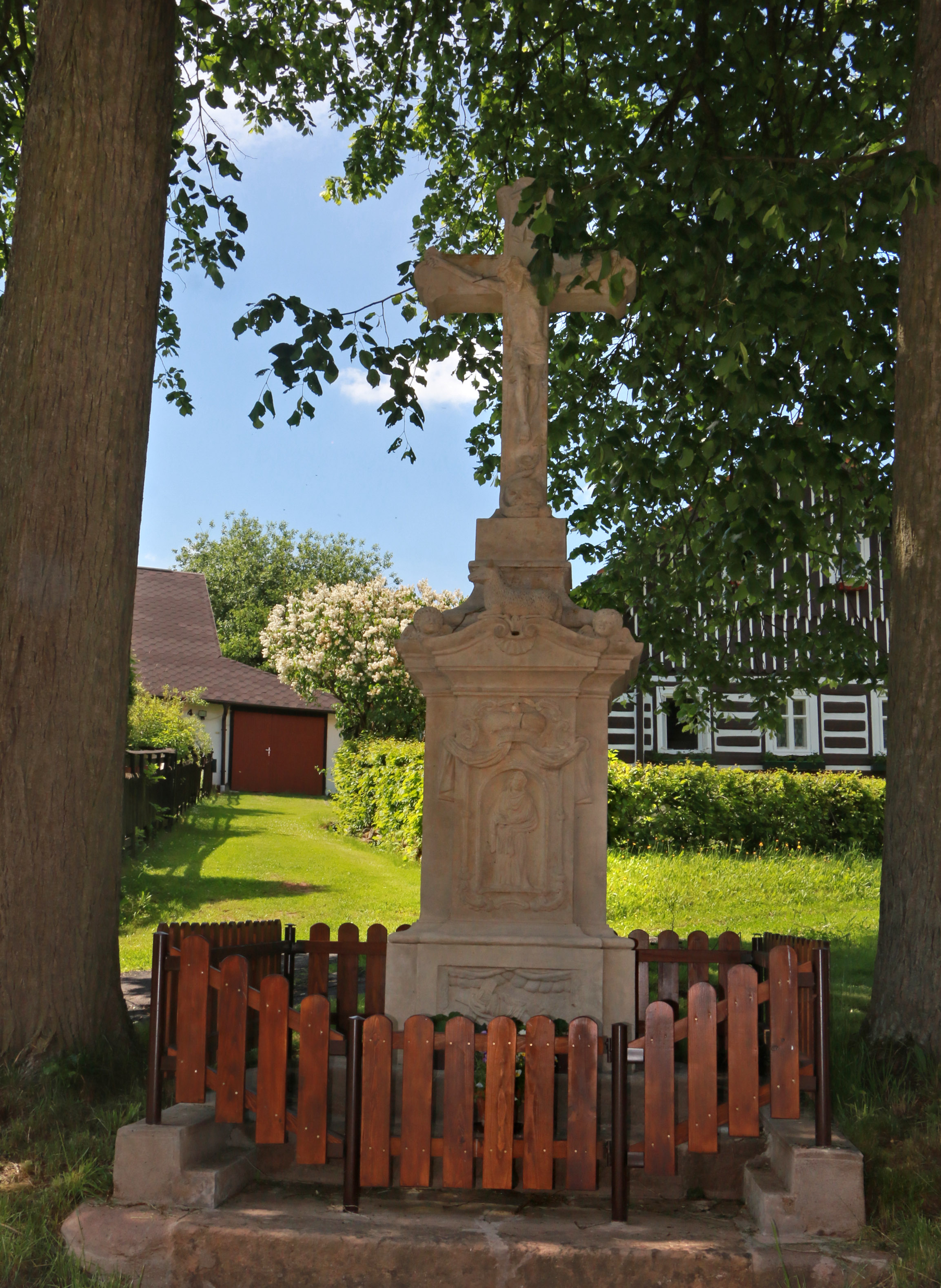
Křížek na návsi
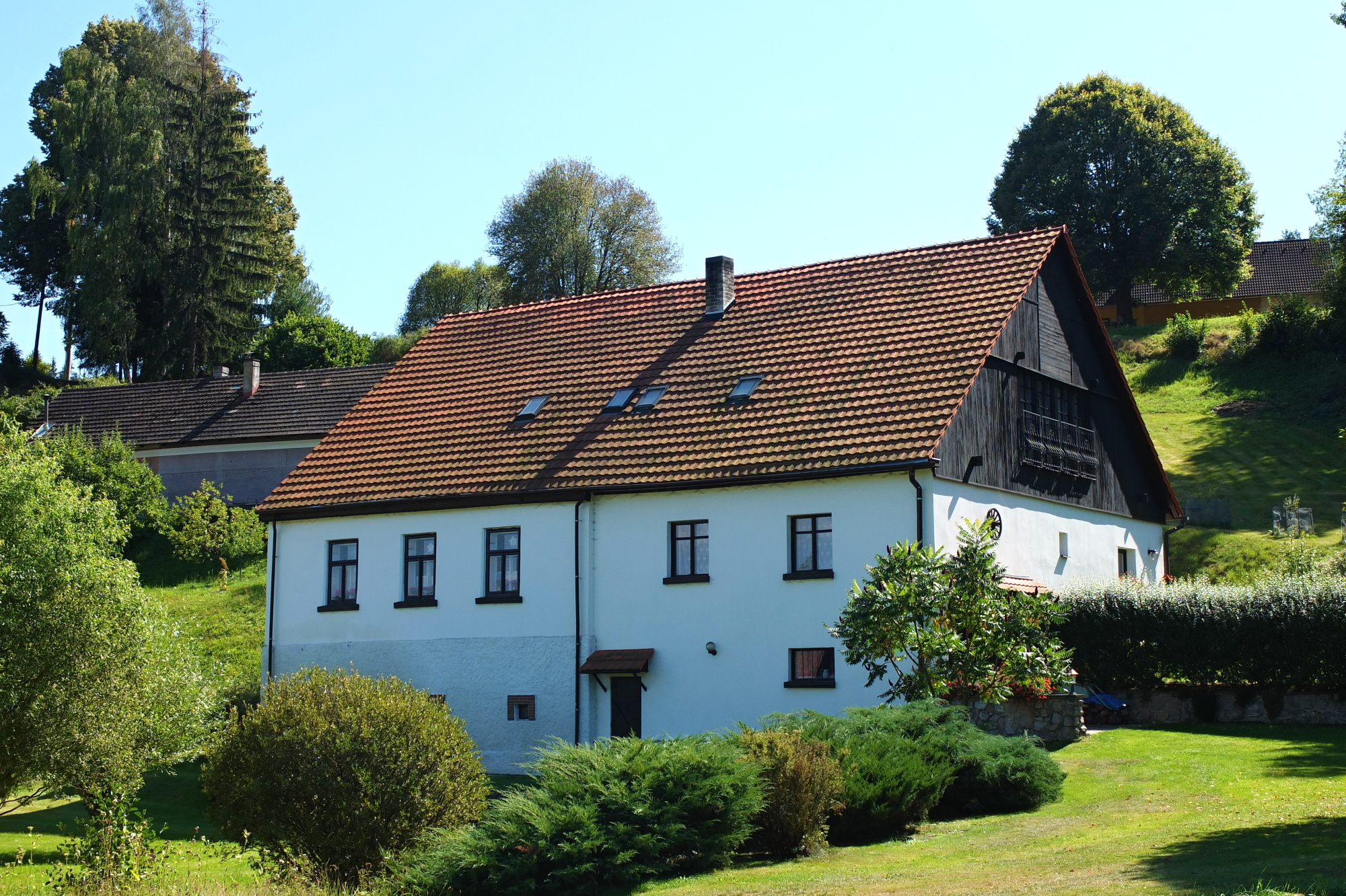
Horní Olešnice, Ždírnice
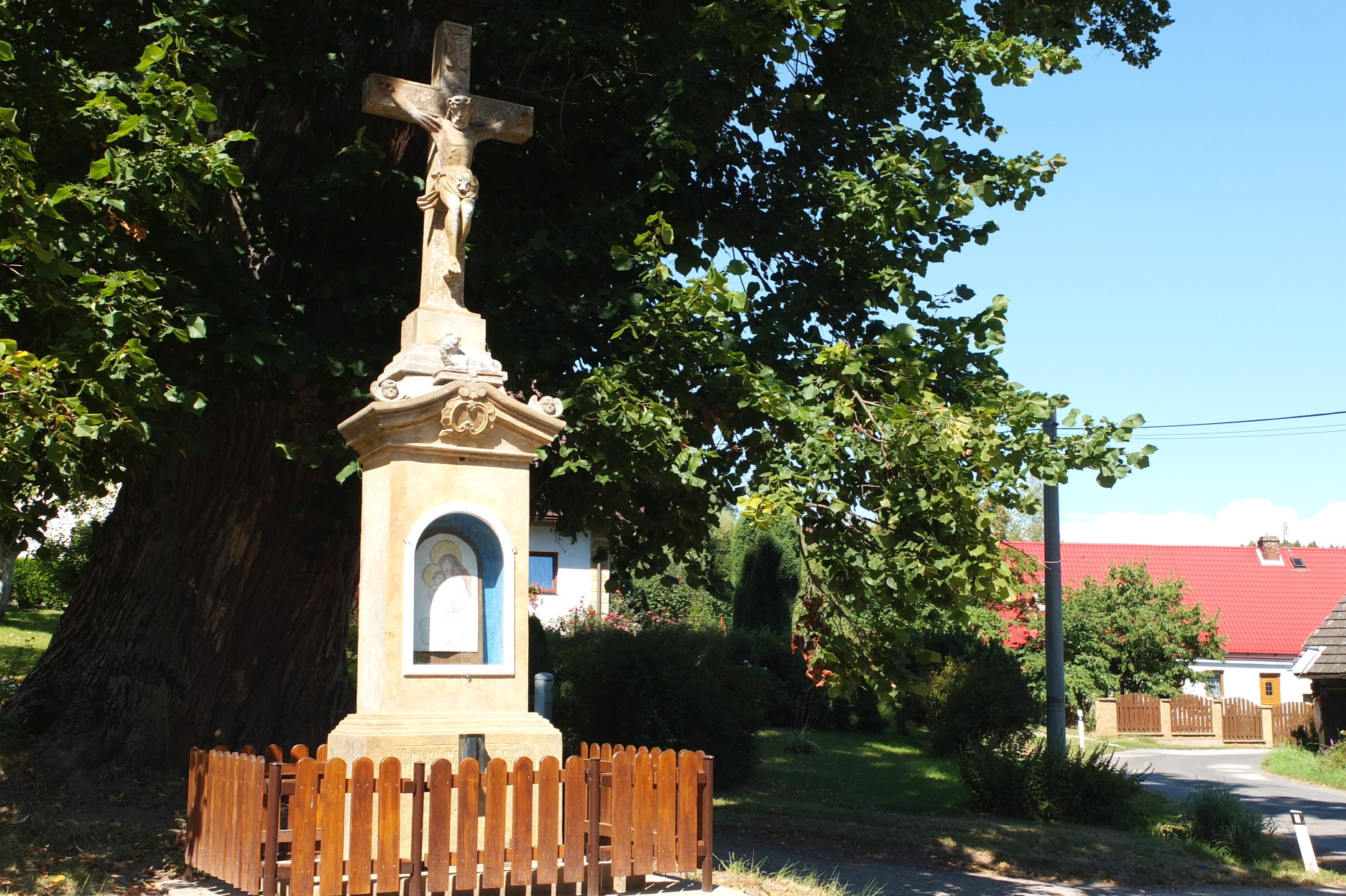
Horní Olešnice, Ždírnice
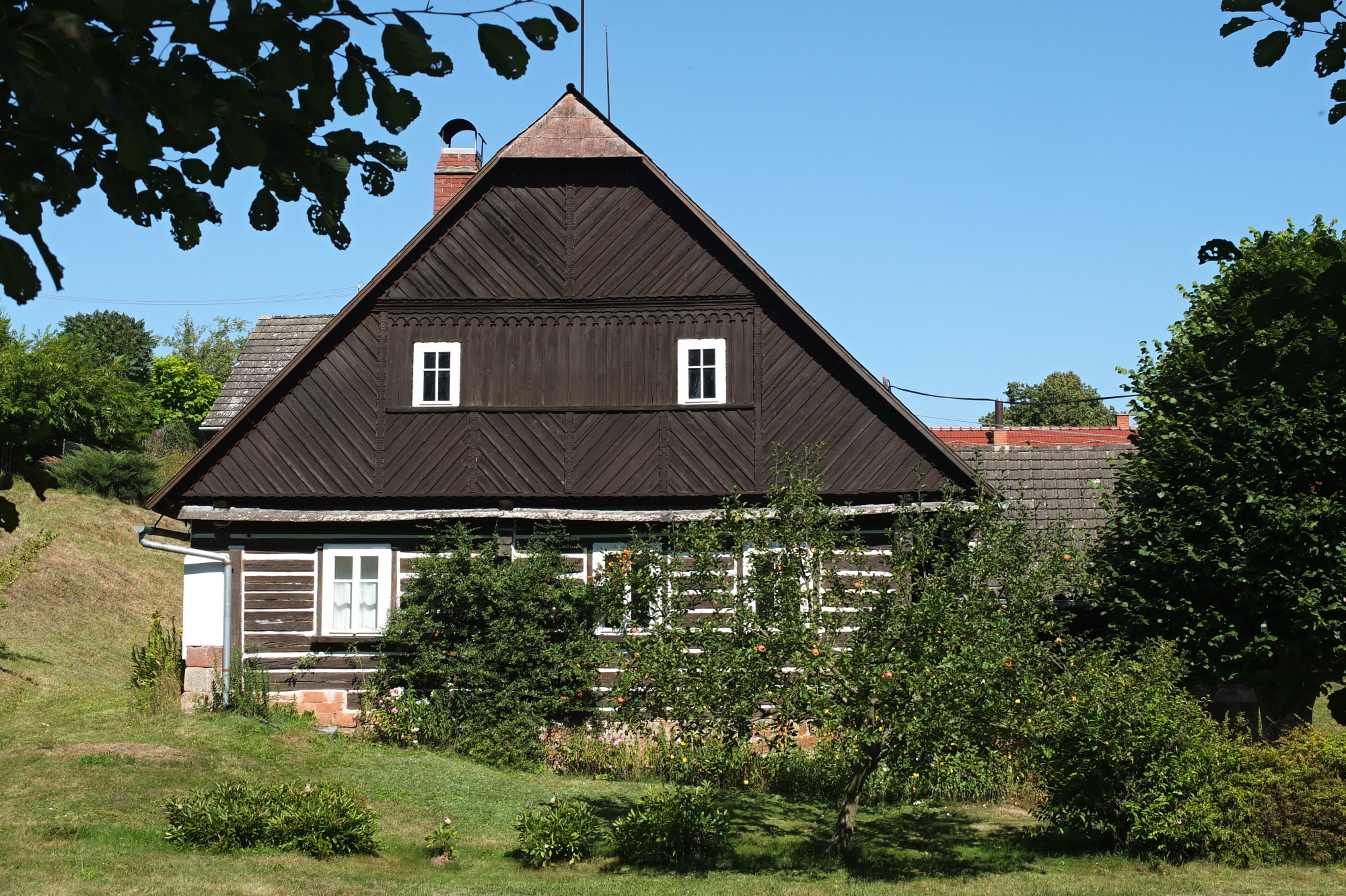
Horní Olešnice, Ždírnice
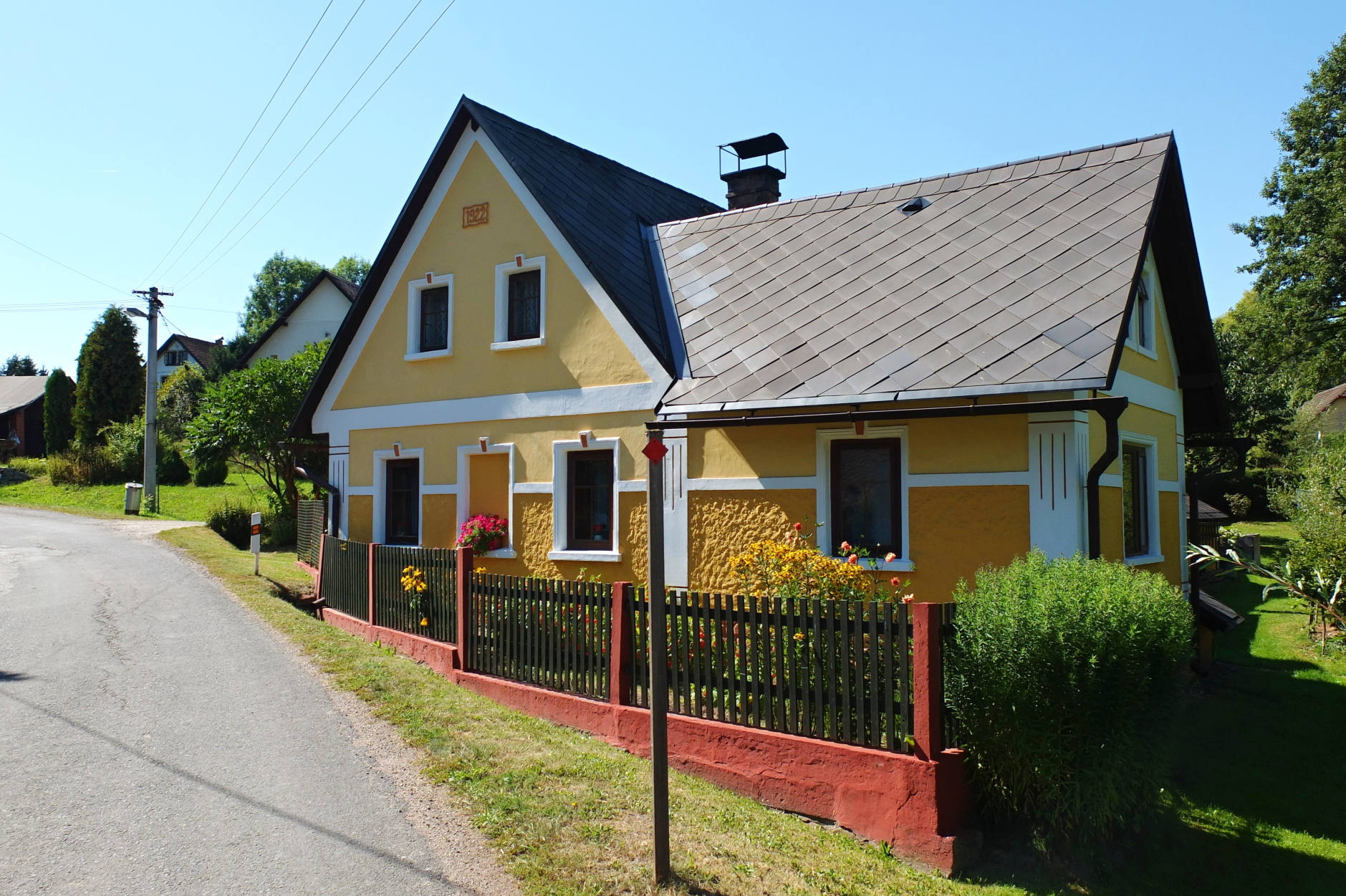
Horní Olešnice, Ždírnice
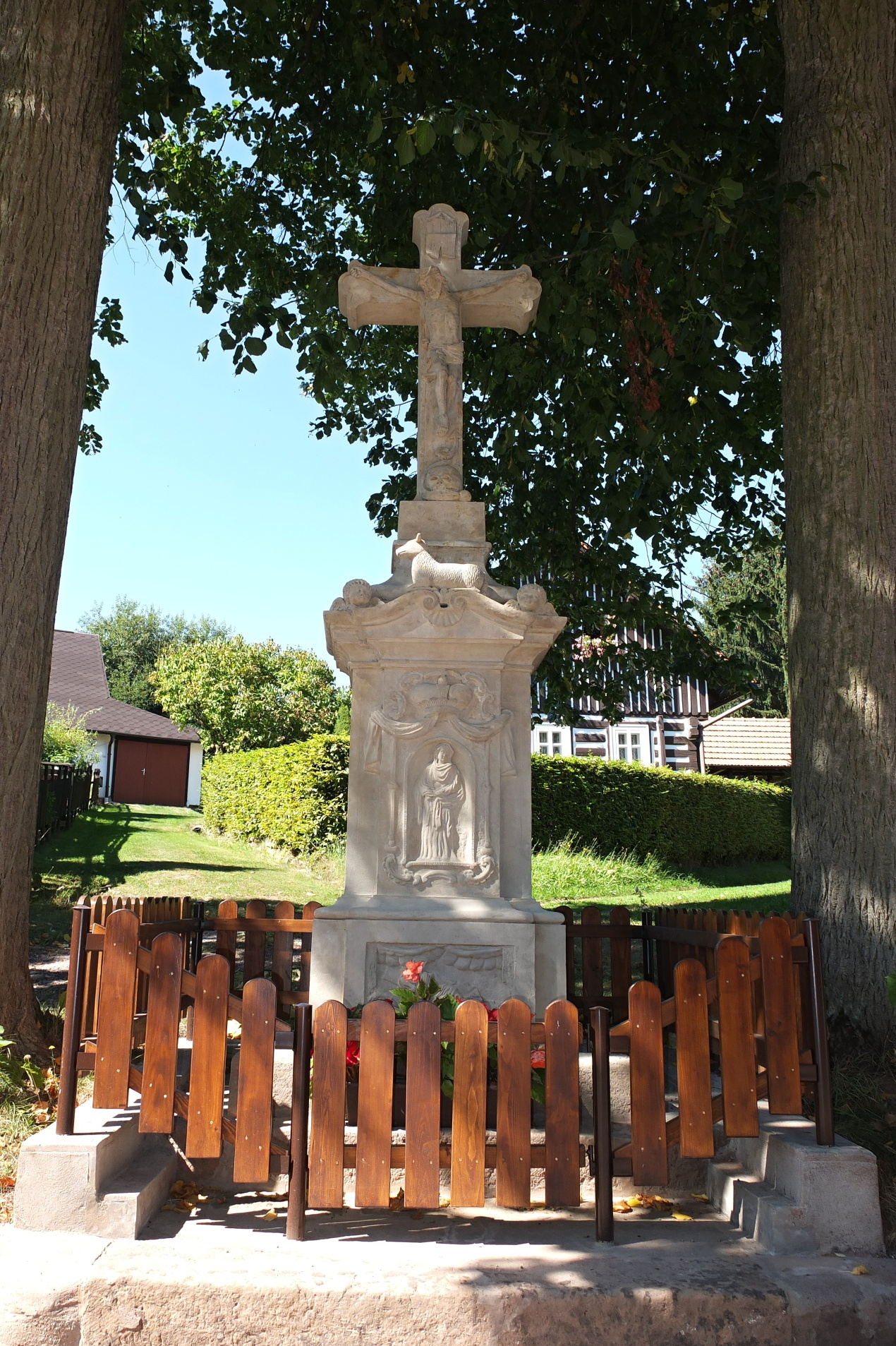
Horní Olešnice, Ždírnice